# Johann Daniel Gihnlein
Johann Daniel Gihnlein (* 7. November 1663 in Coburg; † 30. Oktober 1735 ebenda) war ein deutscher Lehrer für Ethik, Geschichte und Beredsamkeit sowie Professor iuris am Casimirianum Coburg.

## Leben
Johann Daniel Gihnlein entstammte einer Beamtenfamilie in Coburg und war der Sohn des Konsistorialsekretärs und Gerichtsaktuars Johann Jakob Gihnlein und seiner Ehefrau Anna Sabina, einer Tochter des Coburger Stadtphysikus Johannes May. Er studierte an den Universitäten Jena, Leipzig (1688) sowie Kiel (1690) und wurde zum Doktor der Rechte promoviert. 1694 wurde er zum Regierungsadvokaten in Sachsen-Coburg ernannt. Bereits ein Jahr später trat er eine Stelle am Gymnasium Casimirianum in Coburg als Lehrer für Ethik, Geschichte und Beredsamkeit an. 1706 wurde er zum Professor iuris berufen. Er blieb bis zu seinem Tod fürstlich-sächsischer Rat in Coburg und vermachte sein gesamtes Vermögen dem Gymnasium.

## Werke
- Disputationem juridicam de Gynaecocratia in regionibus imperii Germanici, von Aebtissinnen und Standes-Vormunderinnen im H.R. Reich, erschienen bei Bauhofer, Jena, 1685
- Bonum publicum an & quomodo princeps Bonus bonis privatorum praeferre debeat?, erschienen bei Müller, Jena, 1695